# Đám rối thần kinh phổi
Đám rối thần kinh phổi, gọi tắt là đám rối phổi, là đám rối thần kinh tự chủ hình thành từ nhánh phổi của thần kinh lang thang và thân giao cảm. Đám rối phổi liên tiếp với đám rối tim sâu.

## Cấu trúc
Đám rối phổi chi phối hệ thống cây phế quản và màng phổi lá tạng. Theo sự liên quan của các thần kinh vào cuống phổi, đám rối phổi được chia thành hai phần:
1. đám rối phổi trước: nằm phía trước của phổi,
2. đám rối phổi sau: nằm phía trước của phổi,

Đám rối phổi trước gần với động mạch phổi. Đám rối phổi sau được giới hạn bởi bờ trên của động mạch phổi và bờ dưới của tĩnh mạch phổi. Cả hai phổi được chi phối chủ yếu bởi đám rối phổi sau (chiếm 74 đến 77%).